# آرتور وین
آرتور وین (انگلیسی: Arthur Wynne; ۵ مارس ۱۸۴۶ – ۶ فوریهٔ ۱۹۳۶) فرد نظامی اهل بریتانیا بود. وی همچنین برندهٔ جوایزی همچون نشان حمام شده‌است.